# 마이니치 영화 콩쿠르
《마이니치 영화 콩쿠르》(毎日映画コンクール 마이니치에이가콘쿠루[*])는 마이니치 신문, 스포츠 닛폰 신문사 등이 주최하는 영화상이다. 1946년에 창설됐다.
전년도 12월 1일부터 해당년도 11월 30일까지 개봉된 모든 영화 작품 가운데, 일본 영화 대상을 시작으로 일본 영화 우수상, 개인상 (감독상, 각본상, 남·녀 주·조연상, 촬영상, 미술상, 음악상, 녹음상, 기술상), 다큐멘터리 영화상, 애니메이션 영화상, 스포니치 그랑프리 신인상, 일본 외 영화 대상 등 여러 상을 시상한다.
시상식은 매년 2월 초에 진행된다.

## 일본 영화 대상 수상작
- 1946년 《어느 밤의 영주》
- 1947년 《이마 히토타비노》
- 1948년 《주정뱅이 천사》
- 1949년 《만춘》
- 1950년 《다시 만날 날까지》
- 1951년 《밥》, 《초여름》
- 1952년 《이키루》
- 1953년 《니고리에》
- 1954년 《24개의 눈동자》
- 1955년 《부운》
- 1956년 《한낮의 암흑》
- 1957년 《쌀》
- 1958년 《나라야마 부시코》
- 1959년 《키쿠와 이사무》
- 1960년 《남동생》
- 1961년 《인간의 조건》
- 1962년 《하라키리》
- 1963년 《천국과 지옥》
- 1964년 《모래의 여자》
- 1965년 《붉은 수염》
- 1966년 《하얀 거탑》
- 1967년 《사무라이 반란》
- 1968년 《신들의 깊은 욕망》
- 1969년 《동반자살》
- 1970년 《가족》
- 1971년 《침묵》
- 1972년 《시노부가와》
- 1973년 《쓰가루 존가라부시》
- 1974년 《모래 그릇》
- 1975년 《화석》
- 1976년 《불모지대》
- 1977년 《행복의 노란 손수건》
- 1978년 《사건》
- 1979년 《아아 노무기토게》
- 1980년 《카게무샤》
- 1981년 《진흙강》
- 1982년 《카마타 행진곡》
- 1983년 《전장의 크리스마스》
- 1984년 《W의 비극》
- 1985년 《란》
- 1986년 《바다와 독약》
- 1987년 《마루사의 여자》
- 1988년 《이웃집 토토로》
- 1989년 《검은 비》
- 1990년 《소년시대》
- 1991년 《아들》
- 1992년 《으랏차차 스모부》
- 1993년 《달은 어디에 떠 있는가》
- 1994년 《전신소설가》
- 1995년 《오후의 유언장》
- 1996년 《쉘 위 댄스》
- 1997년 《모노노케 히메》
- 1998년 《사랑을 바라는 사람》
- 1999년 《철도원》
- 2000년 《얼굴》
- 2001년 《센과 치히로의 행방불명》
- 2002년 《황혼의 사무라이》
- 2003년 《아카메시쥬야타키신쥬미스이》
- 2004년 《피와 뼈》
- 2005년 《박치기!》
- 2006년 《유레루》
- 2007년 《그래도 내가 하지 않았어》
- 2008년 《굿바이》
- 2009년 《지지 않는 태양》
- 2010년 《악인》
- 2011년 《한 장의 엽서》